# Persecución religiosa durante la guerra civil española

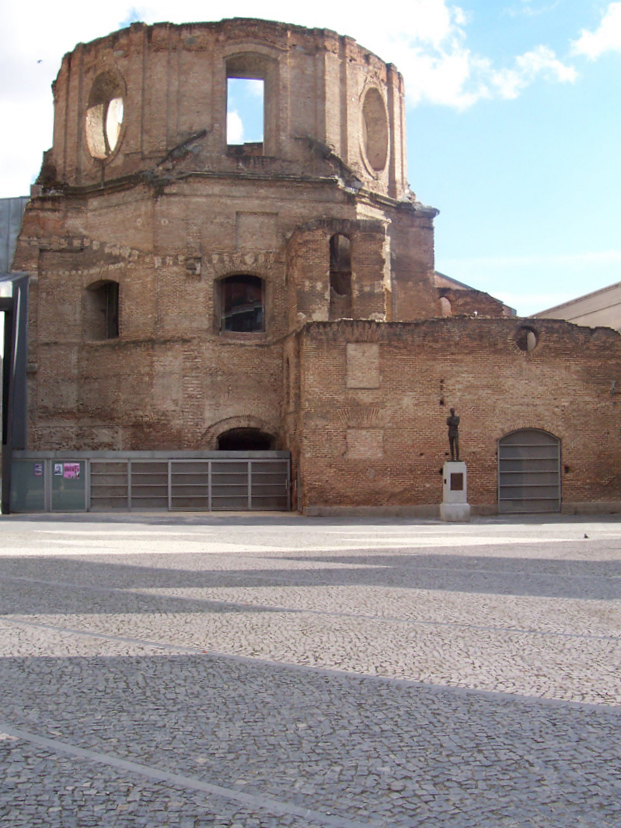
Ruinas de la Iglesia del Colegio de las Escuelas Pías de San Fernando, en el barrio de Lavapiés, en Madrid. Esta histórica escuela católica fue incendiada y destruida por frentepopulistas al comienzo de la guerra civil española, en 1936. En ruinas, el edificio quedó abandonado hasta muy avanzado el nuevo régimen del 78. Finalmente, en 2006, una gran parte de la antigua escuela fue rehabilitada y convertida en biblioteca de la UNED por el arquitecto José Ignacio Linazasoro, además de como nuevo espacio cultural y de entretenimiento.

El fenómeno de la persecución religiosa durante la Guerra Civil española a los miembros de la Iglesia católica que se enmarca en el contexto histórico de la guerra civil española comprende a miles de personas, religiosos y laicos que forman parte del conjunto de víctimas de la Guerra Civil, e incluye también la destrucción de patrimonio artístico religioso y documental. Entre estas personas se encontraron numerosos religiosos pertenecientes al clero secular, órdenes, congregaciones y distintas organizaciones dependientes de la Iglesia católica española que sufrieron actos de violencia que culminaron en miles de asesinatos, alcanzando las dimensiones de un fenómeno de persecución en las áreas de control nominal republicano principal, aunque no únicamente, durante los primeros meses del conflicto armado y de la revolución social que tuvo lugar en dicha zona. En la zona bajo control de las fuerzas sublevadas, los llamados nacionales, también se dieron episodios hacia religiosos (católicos o de otras confesiones) implicados en activismo político.
Esta violencia no solo se manifestó en contra de los derechos fundamentales de miles de personas, muchas de las cuales fueron asesinadas y previamente torturadas, sino que también se ejerció de manera sistemática contra aquellos bienes y objetos considerados símbolos de la religiosidad, robando, dañando o destruyendo gran parte del patrimonio arquitectónico, artístico y documental.
La interpretación del origen y motivaciones generales de estos hechos, así como de las circunstancias de algunos de ellos, en particular en lo que respecta a su consideración desde la dimensión política y religiosa, pero también sobre su terminología, la actitud de la Iglesia y sus consecuencias en el desarrollo de la contienda y la posterior represión del régimen franquista, son todavía objeto de controversia entre los especialistas. En líneas generales, se considera que las autoridades de la República o sus delegados no tuvieron un papel significativo en la violencia anticlerical desatada, sino que el acoso y los crímenes contra miembros del clero católico habrían sido consecuencia del vacío del poder estatal (anomia) y su fragmentación derivados de la situación revolucionaria que se desencadenó tras el golpe de Estado y continuó durante el inicio de la guerra.
Citado como referencia en numerosas otras obras, un detallado estudio publicado en 1961 por Antonio Montero Moreno, identificó a un total de 6832 víctimas religiosas asesinadas en el territorio republicano, de las cuales 13 eran obispos, 4184 sacerdotes seculares, 2365 religiosos y 283 religiosas. En un estudio publicado en 2001, el investigador y sacerdote Ángel David Martín Rubio rebajó la cifra total de miembros del clero asesinados durante este periodo en la zona republicana a 6733.
La Iglesia católica, considerando que muchas de estas víctimas lo fueron como consecuencia de su fe, las definió como mártires. Esta denominación de carácter religioso fue también usada por la propaganda del bando nacional y posteriormente, por la dictadura del General Franco, haciéndola extensiva a todas las víctimas afines a su causa o, sin ser afines, represaliadas por el Frente Popular de la República, quienes fueron llamadas «mártires de la Cruzada» o «mártires de la Guerra Civil».
Aunque reclamado por el régimen franquista y a pesar de su estrecha relación con la Iglesia católica, solo después del cambio de régimen, la Santa Sede, durante el papado de san Juan Pablo II y tras la modificación en 1983 del Normae servandae in inquisitionibus ab episcopis faciendis in causis sanctorum el Código de Derecho Canónico aplicable y vigente hasta entonces, que establecía un plazo mínimo de cincuenta años antes de presentar los procesos en Roma, impulsó muchas causas de beatificación y canonización, generando un debate entre distintos sectores de la sociedad española, a pesar del cual llegaron a partir de 1987 en las primeras ceremonias de beatificación entre los asesinados por su fe en la parte de España controlada por el régimen republicano.
En el contexto de la controvertida iniciativa del Gobierno español presidido por José Luis Rodríguez Zapatero sobre la Ley de Memoria Histórica y a pesar de las críticas recibidas, la Santa Sede, prosiguiendo con las causas de beatificación que comenzaron a abrirse más de veinte años antes, llevó a cabo una masiva ceremonia de declaración de beatos mártires en otoño de 2007.

## Antecedentes
A lo largo de la historia contemporánea de España anterior a la Guerra Civil de 1936, la violencia ejercida en contra de las personas relacionadas con la Iglesia católica, los símbolos de su religión o sus intereses, ha sido estudiada por su carácter recurrente y prolongado en el tiempo como uno de los rasgos más destacados del anticlericalismo español, que surgido en el ideario político liberal, luego sería retomado por las corrientes republicanas más radicales y del movimiento obrero y socialista. Los asesinatos en el bienio de 1822-1823 (durante el Trienio Liberal), la matanza de sacerdotes en Madrid de 1834 (durante la Primera Guerra Carlista) y luego, durante las otras Guerras Carlistas o los episodios de la Semana Trágica de Barcelona de 1909 son los ejemplos de violencia más significativos del periodo anterior al establecimiento de la Segunda República, y muestran la existencia de un significativo sentimiento anticlerical en la sociedad española.

### El conflicto entre la República y la Iglesia católica durante el primer bienio
En vísperas de la proclamación republicana, la Iglesia católica era una institución identificada por una parte importante de la sociedad española con parte de los estamentos del poder heredados del Antiguo Régimen junto a la Corona, a la que apoyaba en su acción política en la misma extensión que la de los sectores promonárquicos y de la oligarquía, coincidiendo en las reclamaciones para conservar sus privilegios sociales y económicos tradicionales. Desde esta perspectiva también, la mayoría del clero se había asociado a los intereses de la clase propietaria e incluso, se le asimilaba directamente con esta clase social. Los medios de comunicación y el discurso de los políticos, generalmente desde los movimientos obreros y el republicanismo, pero también desde algunas posiciones reformistas del propio movimiento monárquico, justificaban e incluso alentaban la hostilidad de las clases populares hacia la Iglesia y su jerarquía.
Durante la campaña electoral para las elecciones municipales de abril de 1931, que llevaría al cambio de régimen en España, y a pesar de la presencia de católicos como Niceto Alcalá Zamora o Miguel Maura en las filas republicanas, buena parte de los miembros de la Iglesia vincularon la doctrina católica con la del ideario de los partidos monárquicos pero tras la derrota de estos y en los días posteriores inmediatos a la proclamación de la Segunda República, la jerarquía católica, a pesar de sus reticencias iniciales, justificadas en que el gobierno se llamaba a sí mismo "provisional" y en que el rey no había abdicado, terminó por acatar formalmente la forma del nuevo régimen. Así, esta línea de actuación se pudo constatar en las instrucciones que los distintos obispados transmitieron a los sacerdotes para que no intervinieran en cuestiones políticas, como reflejó la nota del obispado de Gerona del 18 de abril en el boletín de la diócesis:

1.º Procuren los reverendos sacerdotes no mezclarse en contiendas políticas, a tenor de los sagrados cánones.
2.º Permanezca cada uno en su puesto, cumpliendo celosamente las funciones propias de su cargo; y en cuanto a la predicación, eviten las alusiones directas o indirectas al estado actual de cosas, desempeñando ese importante ministerio con la más exquisita prudencia.
3.º Guarden con las autoridades seculares todos los respetos debidos y colaboren con ellas, por los medios que les son propios, en la prosecución de sus nobles fines.

El cardenal primado, Pedro Segura declaró a las pocas semanas que "monarquía y república caben en la doctrina católica" y en una pastoral fechada el 30 de abril de 1931, aconsejó a los monárquicos "discutir noblemente cuando se trate de la forma de gobierno de nuestra noble nación".
Sin embargo, a medida que se fueron conociendo los planes de actuación del nuevo Gobierno, en el mes de mayo de 1931, la prensa madrileña reflejó la división de opiniones en el seno de los sectores católicos, divididos entre los que desde las posiciones más "integristas" o "rupturistas", encabezada entre otros por el cardenal primado Segura mantenían la identificación del catolicismo con la monarquía, y los que aceptaban la República según la posición llamada "vaticana", que aunque conservadora, abogaba por posturas legalista y conciliadoras.
Segura decidió expresar su posición publicando el 7 de mayo en la prensa una carta pastoral, la primera publicada por un cardenal desde el 14 de abril, en la que denunciaba los planes del nuevo régimen, al que comparaba con el bolchevique, para realizar "ataques a los derechos de la Iglesia", como el matrimonio civil o el divorcio, que el hispanista Gabriel Jackson comentaba del siguiente modo:

Fue la primera declaración pública del cardenal desde la proclamación de la República. En ella se refería repetidas veces a las graves amenazas de anarquía a que España se veía expuesta. Aunque la Iglesia no se preocupaba de formas régimen, deseaba expresar la gratitud a S. M.[...] Recordó el ejemplo de Baviera en 1919 [durante la revolución espartaquista], cuando la población católica salvó al país de una breve ocupación bolchevique, sugiriendo, por tanto, por analogía, que el gobierno provisional de la República era de la misma categoría que el régimen comunista de la breve revolución bávara. Por ataques a los derechos de la Iglesia, el cardenal entendía la bien conocida determinación del nuevo régimen de separar la iglesia del Estado, organizar un sistema de enseñanza laica e introducir el matrimonio civil y el divorcio.
Gabriel Jackson; 48

Al día siguiente, Segura prosiguió, ignorando los consejos de moderación de la Secretaría de Estado de la Santa Sede, enviando una circular interna en la que instaba a los religiosos a retirar los fondos de sus cuentas bancarias del país y depositarlos en el extranjero, acción que en caso de producirse, contravendría las disposiciones en contra de la fuga de capitales adoptadas por el Gobierno provisional. La respuesta del ministro de la Gobernación, el católico Miguel Maura, a ambos escritos fue la de decretar la expulsión del país del cardenal, hecho que no se completó hasta varias semanas más tarde. La actitud del sector "integrista" fue entonces considerada como una provocación, contribuyendo a avivar el sentimiento anticlerical que surgiría en los episodios del 10 de mayo de 1931 en Madrid.

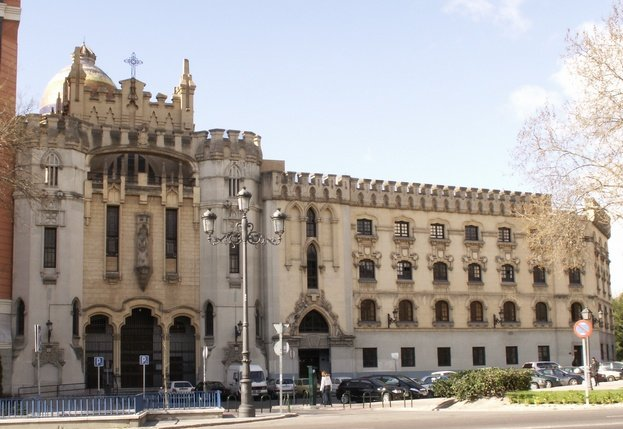
La iglesia de Santa Teresa de Jesús y convento de los Padres Carmelitas Descalzos, en Madrid, fue uno de los edificios religiosos incendiados el 11 de mayo de 1931.

Aquella jornada dominical, tras una reunión de personas derechistas en la inauguración del Círculo Monárquico Independiente, fue colocado un altavoz en el que podía oírse la Marcha Real, en la calle de Alcalá de Madrid, cuando numerosos ciudadanos regresaban del tradicional paseo por El Retiro. El enfrentamiento entre los asistentes al acto monárquico y los ciudadanos que les recriminaban su actitud fue aprovechado por simpatizantes de la extrema izquierda, que habían planificado actos de protesta con motivo de la reunión derechista, para provocar disturbios violentos en la proximidad de edificios de filiación monárquica, como en la sede del diario ABC, donde la Guardia Civil pudo controlarlos, pero en los que resultaron muertas dos personas, un niño de 13 años y el portero de una finca, primeras víctimas mortales tras la proclamación pacífica de la República en abril. Al día siguiente, las protestas, que habían concentrado a 5000 personas en la Puerta del Sol en contra del ministro de Gobernación y de las fuerzas de orden, se reanudaron pero esta vez, con la convocatoria de una huelga general por parte de la CNT y del Partido Comunista, pero sin el apoyo del sindicato y partido socialistas, en la que se incrementó el carácter violento anticlerical resultando incendiadas varias iglesias, colegios religiosos y conventos sin que el Gobierno, entonces dividido, decidiera usar la fuerza para evitarlo. Los destrozos se extendieron a otras ciudades en la jornada del 11 de mayo, como Málaga, donde ardió el palacio episcopal, Sevilla, Cádiz, Córdoba, Murcia o Valencia, provocando el pánico entre frailes y monjas. Para cuando se hubo controlado la situación, el día 15 de mayo, un centenar de edificios habían sido afectados por los incendios provocados.
El brutal episodio trajo a la memoria los acontecimientos anteriores de la Semana Trágica de 1909, mucho más graves en cuanto a daños personales y materiales, pero que por su proximidad a la fecha de proclamación de la República, fue posteriormente utilizado por los medios de propaganda como referencia temporal y justificación de la causa del bando vencedor, como recordaban las palabras de un sacerdote:

Fue a partir de aquel día cuando comprendí que nada se conseguiría por medios legales, que para salvarnos tendríamos que sublevarnos antes o después.
Testimonio de Alejandro Martí, recopilado por Roland Fraser en Recuérdalo tú y recuérdalo a otros, v. II, pg. 322-327. Citado en (Casanova 2005; 34)

Pocas semanas después de los disturbios anticlericales, la definitiva expulsión de Segura tras su arresto el 11 de junio en Pastrana, perpetuado por unas célebres imágenes tomadas por los reporteros gráficos que cubrían el evento, sirvió para acrecentar el cruce de acusaciones y caldear aún más el clima de tensión social generado, si bien la Santa Sede, para rebajar la tensión, anunció la renuncia a la sede primada de Toledo del cardenal Segura el 30 de septiembre de 1931.
En los meses que siguieron, durante los debates de ponencia de la nueva Constitución se plasmó nuevamente la divergencia entre los sectores católicos, una parte de ellos representados desde abril por la asociación Acción Nacional, que iría aumentando progresivamente su influencia en la escena política, y los republicanos laicistas. La Constitución estipulaba, en su artículo 26, párrafo 3, la separación entre Iglesia y Estado y el sometimiento de las órdenes religiosas "que estatutariamente impongan, además de los tres votos canónicos, otro especial de obediencia a autoridad distinta de la legítima del Estado" (en referencia a su obediencia a la Santa Sede), a un Estatuto especial por el que se les prohibía la enseñanza. También se contemplaba la finalización de las partidas del presupuesto del Estado correspondientes a Culto y Clero, extinguiendo la vía pública de financiación de la Iglesia católica. En un parlamento en el que, en virtud de la ley electoral, la conjunción republicano-socialista había obtenido una holgada mayoría parlamentaria, tras las elecciones de junio de 1931, el artículo 26 fue aprobado con 178 votos a favor y 59 en contra, pero sumó numerosas abstenciones y provocó la retirada de 42 diputados de los partidos agrarios y de los representantes vasconavarros. Las disposiciones constitucionales, una vez aprobado el texto el 9 de diciembre de 1931, llevaron a la disolución en el país de la Compañía de Jesús, el 24 de enero de 1932, lo que provocó que la mayoría de los jesuitas partiera al exilio.
En las postrimerías del bienio reformista, el 17 de mayo de 1933, el gobierno aprobó la controvertida Ley de Confesiones y Congregaciones Religiosas, aprobada por las Cortes el 2 de junio de 1933, y reglamentada por un Decreto de 27 de julio por la que se desarrollaba el carácter laico del Estado según estipulaba la Constitución. La ley confirmaba la prohibición de la enseñanza a las órdenes religiosas, a la vez que se declararon de propiedad pública los monasterios e iglesias. Sin embargo, la ley que afectaba a la escolarización de más de 350 000 alumnos en un país donde el 40 % de la población era analfabeta, fue en la práctica suspendida por la imposibilidad del Gobierno de izquierdas, derrotado en las elecciones del mes de noviembre, de construir el número suficiente de escuelas primarias en sustitución de las dependientes de la Iglesia.
La respuesta a todas estas actuaciones del Gobierno de izquierdas se plasmó en múltiples reacciones de los sectores católicos: el arzobispo de Tarragona y cardenal Francisco Vidal y Barraquer, más tarde salvado de la persecución por el Gobierno catalán, firmó una carta episcopal (25 de mayo de 1933), por la que se condenaba lo que calificaba de injerencia gubernamental y se llamaba a la movilización política de los católicos contra todo lo que "amenazara a los derechos integrales de la Iglesia". Enrique Herrera Oria, dirigente de la Federación de Amigos de la Enseñanza definió la Ley como "de la guerra civil de la cultura", mientras que desde el carlismo, Manuel Fal Conde consideraba que los católicos debían defenderse "con su sangre incluso". Por su parte, el 3 de junio, el papa Pío XI, quien el 12 de abril de 1933 nombró a Isidro Gomá, obispo de Tarazona, nuevo cardenal primado de España, dedicó expresamente la encíclica Dilectísima Nobis a "condenar el espíritu anticristiano del régimen español", afirmando que la Ley de Congregaciones "nunca podrá ser invocada contra los derechos imprescriptibles de la Iglesia" y animando a la unión de los católicos contra la República:

...ante la amenaza de daños tan enormes, recomendamos vivamente a los católicos de España que, dejando a un lado recriminaciones y lamentos y subordinando al bien común de la patria y de la religión todo otro ideal, se unan todos, disciplinados, para la defensa de la fe y para alejar los peligros que amenazan a la misma sociedad civil.
Gil Pecharromán, "La cuestión religiosa", en artehistoria

La movilización religiosa del electorado, que en estas elecciones tuvo una candidatura única a la que votar, tras una dura campaña en la que los medios conservadores y de extrema izquierda acentuaron por una y otra parte la sensación de "persecución" y de amenaza del "fascismo", fue una de las causas de la recuperación de la derecha no republicana en las elecciones de noviembre de 1933 que permitieron la formación de un nuevo Gobierno de carácter conservador que iniciaría una etapa de revisión de las decisiones tomadas durante el bienio precedente.

### Violencia anticlerical en la Revolución de Asturias y durante el gobierno del Frente Popular

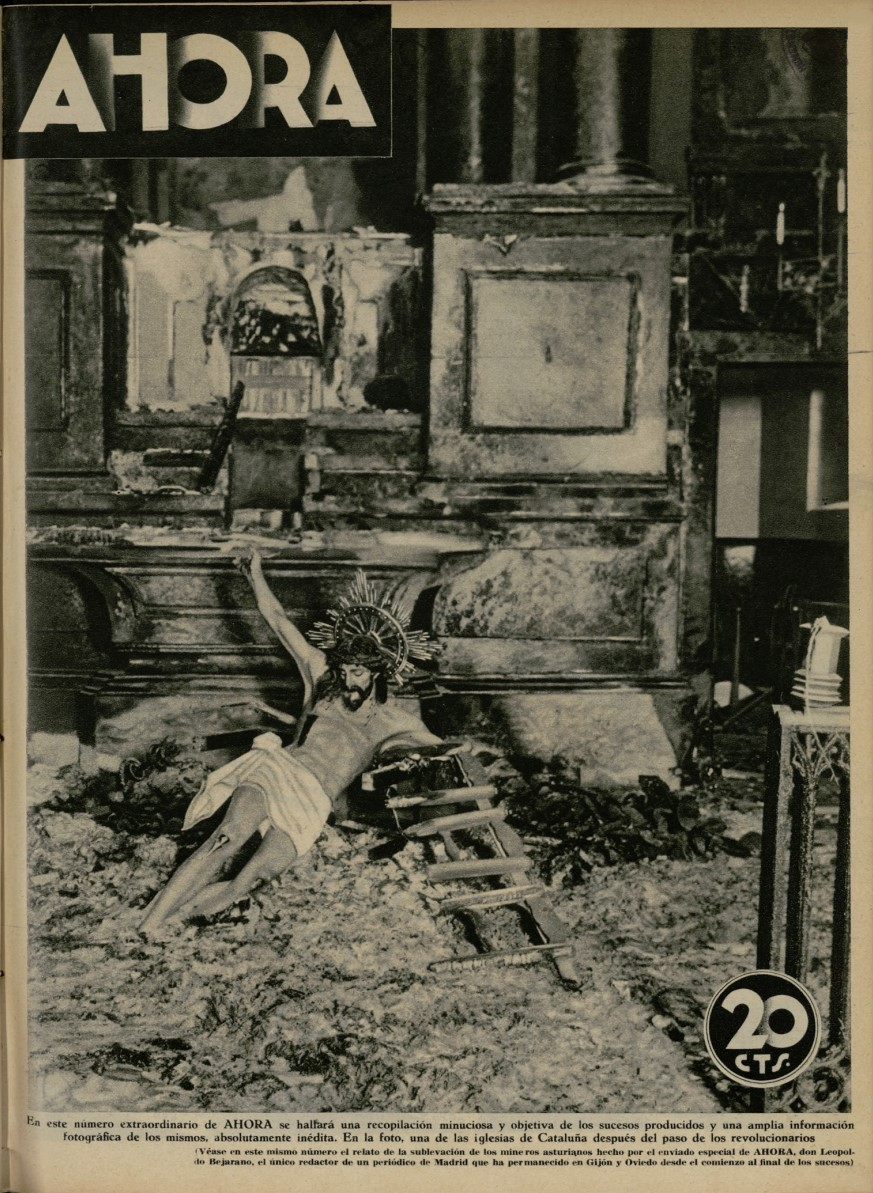
Portada del diario Ahora mostrando una iglesia catalana quemada en 1934.

El aumento de la conflictividad social durante el bienio conservador desembocó en los sucesos revolucionarios de octubre de 1934 en Asturias en los que el Ejército tuvo que sofocar una insurrección proletaria. El episodio se saldó con la muerte de cerca de 1400 personas y con 3000 heridos, y durante el cual el anticlericalismo resurgió brutalmente. Durante la insurrección, encontraron la muerte 34 religiosos en episodios como el asesinato de los ocho Hermanos de La Salle y un padre pasionista del valle de Turón y resultaron dañadas o destruidas 58 iglesias, el palacio episcopal y la Cámara Santa de la catedral, que fue gravemente dañada por una explosión, además de contabilizarse la pérdida del patrimonio documental del seminario, hechos que no habían acontecido en el país desde las matanzas de Madrid y Barcelona de 1834 y 1835. Estos hechos de Asturias, avivados por la propaganda partidista que reclamó el castigo y represión de los revolucionarios, evidenciaron el grado de radicalización y división de la sociedad española en dos sectores que unos meses más tarde se enfrentaron nuevamente de manera general y trágica durante la Guerra Civil.
Tras la victoria de las izquierdas agrupadas en la coalición del Frente Popular en las elecciones de febrero de 1936, se produjo una nueva ola de violencia anticlerical que abarcó toda España. Así, como ha destacado Gabriele Ranzato, entre febrero y julio de 1936 «con la sola excepción de los homicidios, todo el repertorio de actos destructivos y profanadores» que se produjeron en la zona republicana durante la guerra civil «ya había sido experimentado, más o menos ampliamente, en el curso de los meses que precedieron el golpe militar».

## La Guerra Civil

### Persecución en el bando republicano

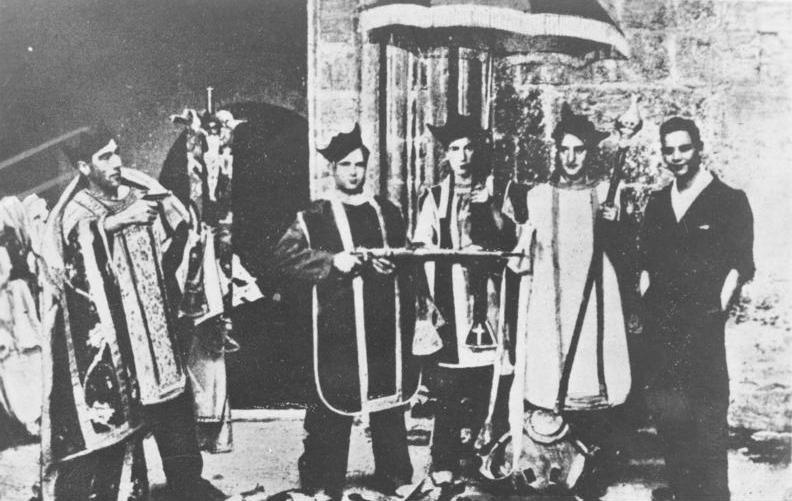
Milicianos con ropas y objetos litúrgicos en Madrid durante la Guerra Civil en 1936

El colapso del sistema legal republicano y de poder estatal en los días siguientes a la sublevación militar del 18 de julio de 1936, junto a la decisión tomada de suministrar armamento a los civiles, facilitaron el estallido de la Revolución social, durante la cual milicias y tribunales revolucionarios se hicieron rápidamente con el control de las ciudades, pueblos y aldeas de la zona republicana en sustitución del Gobierno, que no pudo reaccionar y recuperar la autoridad hasta varios meses más tarde.
La Revolución fue acompañada en los primeros meses por una escalada de terror anticlerical que, solo entre el 18 y el 31 de julio, causó la muerte a 839 religiosos, prosiguiendo durante el mes de agosto con otras 2055 víctimas, incluyendo a 10 de los 13 obispos asesinados en el total de la guerra, es decir, un 42 % del total de víctimas registradas. Los efectos de esta violencia, dirigida no solo contra la Iglesia, sino contra todos aquellos que se consideraban identificados con la sublevación o, simplemente, enemigos de clase, corrieron en paralelo con la que se ejerció en el mismo período en la zona de control de los sublevados, con casi el 80 % de los 7000 civiles asesinados en Zaragoza y el 70 % de los 3000 de Navarra en toda la contienda, víctimas durante el año 1936.
Los asesinatos de religiosos y la destrucción de edificios de culto sucedieron inmediatamente a las noticias de la insurrección sin que en ocasiones quedara claro que bando se haría con el control definitivo de la localidad. Así, el 20 de julio murieron frailes carmelitas en Barcelona, en medio del enfrentamiento entre un regimiento del Ejército, que se hallaba atrincherado en el convento, con la milicias revolucionarias y las fuerzas de orden público leales a la República, mientras que en Sevilla las iglesias ardían la misma tarde del 18 de julio resultando muertos el párroco de la barriada obrera de San Jerónimo y un salesiano vestido de civil, cuyo cadáver fue arrojado a la iglesia en llamas de San Marcos.
La mayoría de las víctimas asesinadas formaban parte del clero masculino y fueron ejecutados por fusilamiento en los llamados «paseos», nombre eufemístico con el que se conoció al procedimiento y aplicación arbitraria del asesinato político, sin ningún tipo de juicio o tribunal previo. A imagen de otros numerosos episodios de brutalidad en ambos bandos, hubo casos en que las víctimas sufrieron torturas y otros abusos antes de morir, como los casos de Carmen García Moyón, muerta tras ser quemada viva en Torrente el 30 de enero de 1937, Plácido García Gilabert, muerto tras sufrir mutilaciones el 16 de agosto de 1936 o Carlos Díaz, enterrado aún con vida en el cementerio de Agullent, siendo poco más tarde fusilado.
Uno de los ejemplos más destacados entre los casos de la brutalidad revolucionaria durante el verano de 1936 aconteció en la diócesis de Barbastro, la de mayor mortandad del país entre sus miembros incardinados pues se causó la muerte a 123 de los 140 sacerdotes, es decir, el 88 % de sus miembros, incluyendo a su obispo, además de 51 frailes claretianos, 18 benedictinos y 9 escolapios, pero en la que no sufrió la misma suerte ninguna de las religiosas. El alcalde republicano de Barbastro, Pascual Sanz, sostuvo que como personas merecían todo el respeto, pero que como sacerdotes debían desaparecer. Así, antes de ser ejecutados intentaron hacerlos apostatar, en particular a los 41 jóvenes seminaristas claretianos a los que, para hacerles «disfrutar de los goces de la vida» de los que les creían privados, introdujeron prostitutas en la improvisada cárcel en la que permanecieron una semana. En otras diócesis la proporción de religiosos asesinados alcanzó cifras considerables, como la de Lérida con el 66 % de miembros ejecutados, Tortosa el 62 %, Málaga al 48 %, Menorca el 49 %, Segorbe el 55 % o la de Toledo, que perdió al 48 % de los religiosos. En las grandes ciudades, los porcentajes relativos son inferiores, pero superan a muchas otras en términos absolutos: Madrid, con 334 sacerdotes fusilados, perdió al 30 % de su comunidad religiosa, Barcelona al 22 % con 279 muertos y Valencia al 27 %, con 327 víctimas.
Tras el sangriento mes de agosto de 1936, diversos dirigentes del bando republicano realizaron declaraciones justificando la violencia anticlerical desde la perspectiva política, considerando que la Iglesia se había posicionado ella misma, por su apoyo al bando sublevado, como parte beligerante de la contienda y por lo tanto, enemigo de la República. Aunque visibles desde los primeros días de la guerra en algunas unidades de combate como las de Navarra, donde muchos religiosos se habían integrado en las unidades de requetés para acompañar a los combatientes, como recuerda un testigo, los casos en los que los religiosos empuñaron armas fueron escasos y en circunstancias poco claras, como recuerda el hispanista Ranzato, pues según él, solo se ha podido confirmar un único episodio en el que una iglesia participó en los combates armados, que fue el caso del convento de las carmelitas de la Diagonal de Barcelona, donde se habían refugiado los últimos militares alzados en la ciudad condal.

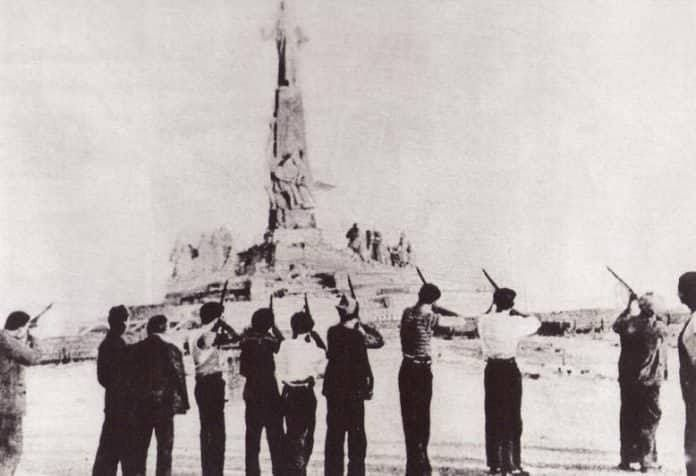
Milicianos republicanos fusilando la estatua del Sagrado Corazón, en el Cerro de los Ángeles (Getafe, Madrid) La prensa del Frente Popular publicó en portada y en primera página las fotografías del "fusilamiento" y comentó favorablemente el hecho ("Desaparición de un estorbo").

La violencia en contra de la Iglesia católica era asumida por los líderes obreros. Así, el líder del POUM, Andrés Nin, en un mitin llevado a cabo el 1 de agosto de 1936 proclamó que la "cuestión religiosa", a diferencia de la ineficaz legislación republicana "burguesa", había sido "resuelta" gracias a la acción revolucionaria de la clase obrera:

La clase obrera ha resuelto el problema de la Iglesia, sencillamente no ha dejado en pie ni una siquiera [iglesias] (...) hemos suprimido sus sacerdotes, las iglesias y el culto.
Andrés Nin, La Vanguardia, 2/08/36. Biblioteca de La Vanguardia

Por su parte, en un artículo de opinión en  Solidaridad Obrera, el órgano de expresión de la CNT, del 15 de agosto de 1936, se comentaba los planes por moderar la revolución en algunos aspectos a excepción del conflicto con la Iglesia, ilustrando la intransigencia anticlerical de parte del movimiento revolucionario:

Los templos no servirán más para favorecer alcahueterías inmundas. Las antorchas del pueblo las han pulverizado (...) Las órdenes religiosas han de ser disueltas. Los obispos y cardenales han de ser fusilados. Y los bienes eclesiásticos han de ser expropiados.
Solidaridad Obrera, 15/08/36

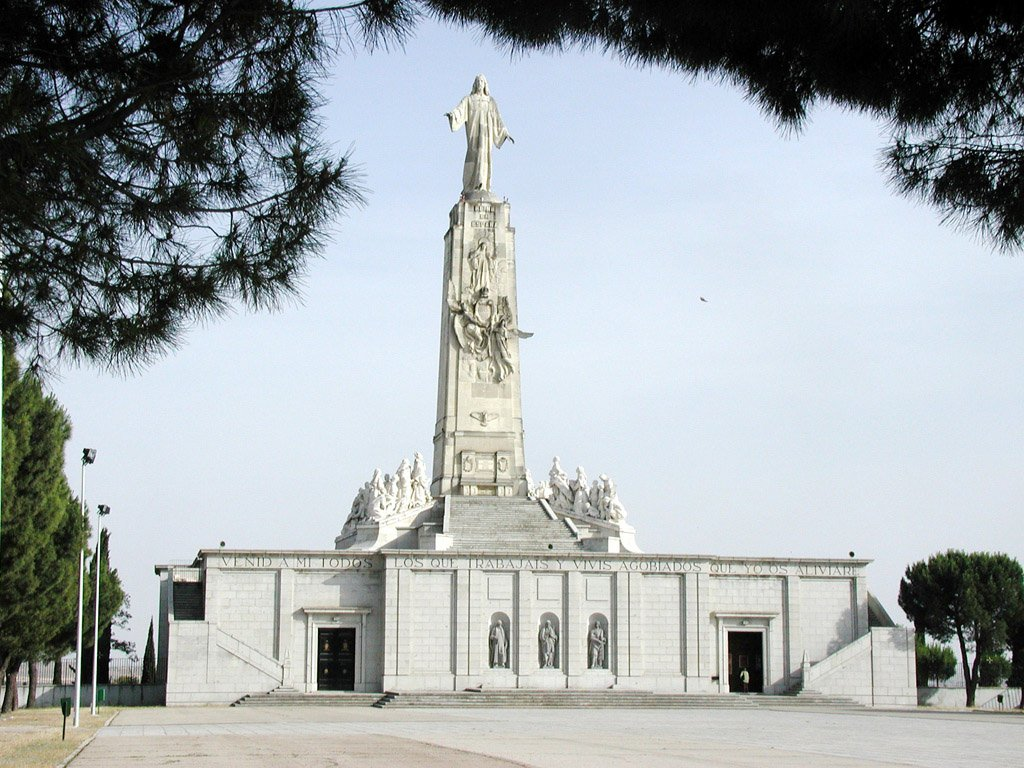
El Cerro de los Ángeles en la actualidad.

A partir de septiembre de 1936, con la llegada a la presidencia del Consejo de Ministros de Largo Caballero y la formación de un Gobierno de unidad (el denominado Gobierno de la Victoria) que incorporó a un católico, representante del Partido Nacionalista Vasco, Manuel de Irujo, y ante la presión de la opinión pública internacional, se impuso paulatinamente el control gubernamental y los episodios de represión, de todo tipo, se hicieron más esporádicos y localizados, si bien asesinatos de sacerdotes, religiosos y laicos católicos continuaron teniendo lugar hasta el final de la guerra. De hecho, fue el 10 de noviembre de 1936, a los dos meses de constituirse el gabinete presidido por Largo Caballero, cuando tuvo lugar en Madrid la ejecución frente a las tapias del cementerio del Este de 23 religiosas adoratrices, la mayor matanza de monjas por el número de sus víctimas de toda la guerra. También la mayor matanza de religiosos en Madrid tuvo lugar ese mes como un episodio más de las llamadas matanzas de Paracuellos. El último día del mes, 73 religiosos extraídos de las cárceles en las que se hallaban presos fueron fusilados en las proximidades de Madrid; de ellos 51 eran agustinos del Escorial, entre los que se encontraba su bibliotecario, Julián Zarco, académico de la historia y autor de importantes estudios de documentación y archivística. Un breve repunte de violencia fue simultáneo a la retirada del Ejército Popular del frente de Cataluña hacia la frontera hispanofrancesa en el que resultaron muertos, entre otros elementos relevantes identificados con el bando franquista, el obispo de Teruel, Anselmo Polanco y Felipe Ripoll, vicario general de la misma diócesis, que fueron ejecutados el 7 de febrero de 1939 en Pont de Molins.
Irujo, que fue ministro sin cartera de septiembre de 1936 a mayo de 1937 en los dos Gobiernos de Largo Caballero, y ministro de Justicia en el de Negrín desde el 18 de mayo de 1937, fue el encargado del memorándum sobre la persecución religiosa presentado al Consejo de Ministros en el que se daba cuenta de la magnitud de lo acontecido:

La situación de hecho de la Iglesia, a partir de julio pasado, en todo el territorio leal, excepto el vasco, es la siguiente: a) Todos los altares, imágenes y objetos de culto, salvo muy contadas excepciones, han sido destruidos, los más con vilipendio. b) Todas las iglesias se han cerrado al culto, el cual ha quedado total y absolutamente suspendido. c) Una gran parte de los templos, en Cataluña con carácter de normalidad, se incendiaron. d) Los parques y organismos oficiales recibieron campanas, cálices, custodias, candelabros y otros objetos de culto, los han fundido y aun han aprovechado para la guerra o para fines industriales sus materiales. e) En las iglesias han sido instalados depósitos de todas clases, mercados, garajes, cuadras, cuarteles, refugios y otros modos de ocupación diversos, llevando a cabo -los organismos oficiales los han ocupado en su edificación obras de carácter permanente. f) Todos los conventos han sido desalojados y suspendida la vida religiosa en los mismos. Sus edificios, objetos de culto y bienes de todas clases fueron incendiados, saqueados, ocupados y derruidos. g) Sacerdotes y religiosos han sido detenidos, sometidos a prisión y fusilados sin formación de causa por miles, hechos que, si bien amenguados, continúan aún, no tan sólo en la población rural, donde se les ha dado caza y muerte de modo salvaje, sino en las poblaciones. Madrid y Barcelona y las restantes grandes ciudades suman por cientos los presos en sus cárceles sin otra causa conocida que su carácter de sacerdote o religioso. h) Se ha llegado a la prohibición absoluta de retención privada de imágenes y objetos de culto. La policía que practica registros domiciliarios, buceando en el interior de las habitaciones, de vida íntima personal o familiar, destruye con escarnio y violencia imágenes, estampas, libros religiosos y cuanto con el culto se relaciona o lo recuerda.

El informe presentado por Irujo como resultado de las condiciones puestas por el Partido Nacionalista Vasco para entrar en el Gobierno de Largo Caballero, concluía presentando una serie de medidas concretas de cara a la normalización, en las que se incluía la puesta en libertad de los sacerdotes presos y la efectiva libertad de cultos, propuestas que fueron rechazadas por unanimidad en la sesión celebrada por el Gobierno el día 9 de enero de 1937. Meses más tarde, siendo ya Irujo ministro de Justicia en el Gobierno de Negrín, Ezequiel Endériz, poeta y escritor anarquista, se mofaba en Solidaridad Obrera de sus propuestas en la cuestión religiosa:

Nos ha sorprendido, y es natural que nos sorprenda, un proyecto tan chusco como el que ha anunciado el ministro de Justicia, señor Irujo, pretendiendo restablecer la libertad de cultos (...) ¿Qué quiere decir restablecer la libertad de cultos? ¿Que se puede volver a decir misa? Por lo que respecta a Barcelona y Madrid no sabemos dónde se podrán hacer esa clase de pantomimas. No hay un templo en pie ni un altar donde colocar un cáliz. ¿Acaso esa libertad consiste en que un cura vaya por las casas de sus parroquianos a hacer confesiones y suministrar hostias? Tampoco creemos que haya muchos curas por este lado, fuera de los protegidos por Euzkadi, capaces de esa misión. ¿O será libertad, acaso, el que puedan salir procesiones por las calles? Si es así, no les arrendamos la ganancia, y el invitarles a ello, señor Irujo, no es quererles bien.

Los planteamientos de Irujo comenzaron a dar sus frutos tímidamente cuando entró como titular de Justicia en el Gobierno de Negrín, al proponer el restablecimiento, aunque de manera restringida, del culto católico y el retorno de los obispos catalanes. Pero las medidas llegaron demasiado tarde y así, el mismo vicario de Barcelona se negó a exponer el culto público, como tampoco aceptó el retorno del arzobispo de Tarragona Francisco Vidal y Barraquer, quien había sido salvado por la Generalidad de las milicias anarquistas y se había negado a firmar la Carta colectiva de los obispos españoles, ni la Santa Sede el envío de un legado a la Cataluña republicana.
La presión de la opinión pública internacional, en cuya concienciación tuvo influencia dicha Carta, redactada por Gomá en febrero de 1937, se manifestó por las protestas de organizaciones y de representantes diplomáticos. Destacó la actuación del embajador de Francia, Erik Labonne, protestante practicante y favorable a la causa republicana, quien el 16 de febrero de 1938 envió un extenso informe a su ministro de Asuntos Exteriores donde se atestigua el descrédito sufrido por el bando republicano como resultado de la violencia religiosa:

¡Qué espectáculo!... desde hace cerca de dos años y después de afrentosas masacres en masa de miembros del clero, las iglesias siguen devastadas, vacías, abiertas a todos los vientos. Ningún cuidado, ningún culto. Nadie se atreve a aproximarse a ellas. En medio de calles bulliciosas o de parajes desiertos, los edificios religiosos parecen lugares pestíferos. Temor, desprecio o indiferencia, las miradas se desvían. Las casas de Cristo y sus heridas permanecen como símbolos permanentes de la venganza y del odio. En las calles, ningún hábito religioso, ningún servidor de la Iglesia, ni secular ni regular. Todos los conventos han sufrido la misma suerte. Monjes, hermanas, frailes, todos han desaparecido. Muchos murieron de muerte violenta. Muchos pudieron pasar a Francia gracias a los meritorios esfuerzos de nuestros cónsules, puerto de gracia y aspiración de refugio para tantos españoles desde los primeros días de la tormenta. Por decreto de los hombres, la religión ha dejado de existir. Toda vida religiosa se ha extinguido bajo la capa de la opresión del silencio. A todo lo largo de las declaraciones gubernamentales, ni una palabra; en la prensa, ni una línea. Sin embargo, la España republicana se dice democrática. Sus aspiraciones, sus preocupaciones políticas esenciales, la empujan hacia las naciones democráticas de Occidente. Su Gobierno desea sinceramente, así lo proclama, ganar la audiencia del mundo, hacer evolucionar a España según sus principios y siguiendo sus vías. Como ellas, se declara partidario de la libertad de pensamiento, de la libertad de conciencia, de la libertad de expresión. Hace mucho tiempo ha aceptado el ejercicio del culto protestante y del culto israelita. Pero permanece mudo hacia el catolicismo y no lo tolera en absoluto. Para él el catolicismo no merece ni la libre conciencia, ni el libre ejercicio del culto. El contraste es tan flagrante que despierta dudas sobre su sinceridad, que arrastra el descrédito sobre todas sus restantes declaraciones y hasta sobre sus verdaderos sentimientos. Sus enemigos parecen tener derecho a acusarle de duplicidad o de impotencia. Como su interés, como infinitas ventajas le llevarían con toda evidencia a volverse hacia la Iglesia, se le acusa sobre todo de impotencia. A pesar de sus denegaciones, a pesar de todas las pruebas aducidas de su independencia y de su autonomía, se le cree ligado a las fuerzas extremistas, a los ateísmos militantes, a las ideologías extranjeras. Si fuera verdaderamente libre, se dice, si su inspiración e influencias procedieran efectivamente de Inglaterra o de Francia, ¿cómo ese Gobierno no ha atemperado el rigor de sus exclusivismos, olvidando su venganza, y reniega de su ideología?

### Represión en el bando franquista
Si la inmensa mayoría de las muertes fueron causadas por acción de partidarios del bando republicano, en el otoño de 1936 tras la toma de control, por parte de las tropas del general Mola, de la práctica totalidad de Guipúzcoa, tampoco pudieron escapar de la represión 16 sacerdotes, 13 diocesanos y 3 religiosos miembros de la Iglesia católica considerados hostiles por el bando sublevado en el País Vasco, donde mientras se había mantenido el control por parte del gobierno leal a la República, no se produjeron episodios masivos de violencia contra las personas o los bienes eclesiásticos como en el resto del territorio republicano.
Martín de Lekuona y Gervasio de Albizu, vicarios en la parroquia guipuzcoana de Rentería fueron fusilados el 8 de octubre de 1936. A estos les siguieron el cura y escritor José de Ariztimuño "Aitzol", Alejandro de Mendikute y José Adarraga, ejecutados en Hernani el 17 de octubre de 1936. El 24 de octubre fueron fusilados José Iturri Castillo, párroco de Marín, así como a los también sacerdotes Aniceto de Eguren, José de Markiegi, Leonardo de Guridi y José Sagarna, mientras que en el cementerio de Oyarzun fue muerto el arcipreste de Mondragón, José de Arin. El 27 de octubre fue muerto el vicario de Marquina y al día siguiente, el cura auxiliar de Elgóibar.
Según Paul Preston, los 13 curas nacionalistas vascos asesinados en Guipúzcoa —uno de ellos el padre Celestino Onaindía Zuloaga, asesinado por ser hermano del canónigo Alberto Onaindía, amigo del presidente vasco José Antonio Aguirre— lo fueron a instancias de los carlistas. Su líder Manuel Fal Conde había protestado por la «debilidad» de la represión y había acusado a los militares de tener miedo de «tropezar con la Iglesia». Por otro lado, en enero de 1937 el gobernador militar de Guipúzcoa le escribió al vicario general de Vitoria exigiendo un «castigo ejemplar» a los curas guipuzcoanos nacionalistas vascos. En la carta añadió una lista de 189 curas a los que clasificaba entre «exaltados, nacionalistas y simpatizantes». Finalmente 24 curas fueron expulsados de la provincia, 31 exilados de España, 13 trasladados y 44 encarcelados.
Durante la ofensiva sobre Bilbao iniciada el 31 de marzo de 1937 varios sacerdotes vascos también fueron asesinados por el bando sublevado. Acusado de nacionalista vasco, el 17 de mayo fue fusilado en Amorebieta, el superior del monasterio de los Carmelitas, el padre Román (León Urtiaga), por haber intentado frenar la violencia de la represión ―aunque los sublevados dieron otra versión diciendo que lo habían matado los «rojo-separatistas»―. Entre los miles de apresados en Santoña en septiembre de 1937 se encontraban los 81 capellanes del Euzko Gudarostea. Tres de ellos fueron condenados a muerte, pero sus penas fueron conmutadas. Los demás fueron sentenciados a penas de entre seis y treinta años de prisión. Algunos, como el padre pasionista Victoriano Gondra Muruaga (aita Patxi), fueron encarcelados en el campo de concentración de San Pedro de Cardeña.
El embajador de Estados Unidos en España durante la guerra civil, Claude Bowers, se refirió a aquellos hechos en los siguientes términos:

...esta lealtad de los católicos vascos a la democracia ponía en un aprieto a los propagandistas que insistían en que los moros y los nazis estaban luchando para salvar a la religión cristiana del comunismo.
Claude Bowers, Misión en España: en el umbral de la Segunda Guerra Mundial 1933-1939, cap. El martirio de los vascos. Ed. Exito, 1978, ISBN 84-253-9223-3

Isidro Gomá fue informado de los casos el 26 de octubre por una nota del presidente de la Junta de Acción Católica de San Sebastián y tras reunirse con Franco, envió una nota el 8 de noviembre a la Santa Sede en la que daba parte de que lo ocurrido se había producido "por abuso de autoridad por parte de un subalterno" y de la promesa de Franco de que "no ocurrirá fusilamiento alguno de sacerdotes sin que se observen juntamente con las leyes militares las disposiciones de la Iglesia". Sin embargo, la opinión pública no supo del posicionamiento de Gomá y el 22 de diciembre, el lehendakari José Antonio Aguirre en una alocución para Radio Bilbao denunció además del asesinato, la persecución y destierro de sacerdotes por "ser amantes del pueblo vasco", intervención que fue replicada desde Pamplona el 13 de enero de 1937 por el cardenal en su Carta abierta al Sr. Aguirre negando los motivos expuestos por Aguirre, y explicando que dichos religiosos fueron fusilados "por haberse apeado del plano de santidad en el que tenían que haber permanecido". La posición oficial de la Iglesia católica española y de autores afines insisten en afirmar la diferenciación, por motivos políticos "asociados al separatismo vasco", de estas víctimas.
Otros episodios de violencia en contra de religiosos vascos por el bando sublevado acontecieron en el bombardeo indiscriminado de Durango, el 31 de marzo de 1937, en el que resultaron muertos 14 monjas y dos sacerdotes, entre ellos el padre Morilla que falleció mientras oficiaba una misa. De mayor impacto en la opinión pública católica internacional resultó el bombardeo de Guernica, pocos días después, el 26 de abril, del que fue testigo el sacerdote Alberto Ondaindía. Tras estos acontecimientos, las protestas de los medios en el extranjero se hicieron notar y así el filósofo convertido al catolicismo Jacques Maritain declaró:

...si creen que han de matar, en nombre del orden social o de la nación, lo cual ya es bastante horrible, pero que no maten en nombre del Cristo Rey, que no es un jefe guerrero, sino un rey del perdón y de la caridad.
Jacques Maritain en "El mito de la Cruzada de Franco" de Herbert R. Southworth, citado por (Casanova 2005; 164)

La reacción de Gomá y Franco ante la creciente polémica generada en el seno del catolicismo internacional fue la de preparar la Carta colectiva de los Obispos españoles a los de todo el mundo con motivo de la Guerra de España, firmada el 1 de julio de 1937, por la que se confirmó el apoyo definitivo de la jerarquía de la Iglesia española al bando franquista. Suscrita por 43 obispos y 5 vicarios capitulares, no contó sin embargo con la firma ni del arzobispo de Tarragona, Vidal y Barraquer ni del obispo de Vitoria Mateo Múgica, quien en septiembre de 1937, en carta a la Santa Sede, expuso sus razones para no rubricarla dado que, afirmaba,

Según el episcopado español, en la España de Franco la justicia es bien administrada, y esto no es verdad. Yo tengo nutridísimas listas de cristianos fervorosos y de sacerdotes ejemplares asesinados impunemente sin juicio y sin formalidad jurídica.

Impresa en francés, italiano e inglés, declaraba a la opinión pública internacional que siendo la Iglesia española "víctima inocente, pacífica, indefensa" de la guerra, apoyaba la causa del bando garante de "los principios fundamentales de las sociedad" antes "de perecer totalmente en manos del comunismo" que había provocado la revolución "antiespañola" y "anticristiana" y que llevaba "asesinados a más de 300 000 seglares"
Otros actos de represión contra religiosos que acontecieron en territorio bajo control franquista y que cayeron en el olvido, han sido investigados desde los años noventa. En Mallorca fue ejecutado el 7 de junio de 1937, tras consejo de guerra, Jeroni Alomar, sacerdote acusado por los franquistas de utilizar un radiotransmisor para comunicarse con sus enemigos y abandonado por la jerarquía eclesiástica de la isla, que justificó su asesinato al considerarlo "díscolo" e "izquierdista". En Galicia, Andrés Ares Díaz, párroco de Gestoso fue asesinado por falangistas el 3 de octubre de 1936, acusado de ofrecer el dinero de una colecta al Socorro Rojo.
El profesor Antonio Aramayona por su parte, destaca el caso de José Pascual Duaso, cura de Loscorrales, fusilado según el autor, por "comunista" al distribuir la leche de su vaca entre los necesitados del lugar
Entre julio y agosto de 1936 dos sacerdotes fueron asesinados por los sublevados en la provincia de Teruel: el padre José Julve Hernández, párroco de Torralba de los Sisones, por ser pariente de un alcalde del Frente Popular. No obstante, existe una versión compatible con la anterior , mediante testimonio oral recogido en la localidad. Según el informante, hijo de una víctima de Torralba de los Sisones, se trató de rencillas vecinales por cuestión de pastos entre el cura y un rico propietario. Por su parte el párroco de Calamocha Francisco Jaime-Cantín, por intentar averiguar por qué habían fusilado a su hermano, aunque se trató más bien de una rencilla personal. Lo cierto es que en esos momentos Francisco Jaime Cantín no ejercía de párroco, por estar suspendido en sus funciones, según dice un informe jurídico existente en la Causa General de la Provincia de Teruel De acuerdo con este informa fue fusilado por presentar denuncia falsa contra el Juez de instrucción de Calamocha, Vicente Martínez Alhambra.  Un tercer sacerdote fue asesinado en Aragón. Se trató del párroco de Loscorrales (provincia de Huesca), el padre José Pacual Duaso, de tendencia liberal y muy respetado, que fue víctima de una venganza personal del jefe de la Falange local, antiguo alcalde socialista de la localidad. Lo asesinó en su propia casa el 22 de diciembre de 1936. Se abrió una investigación pero quedó exonerado porque alegó que se había resistido a la detención —había sido acusado con pruebas falsas de participar en una conjura para asesinar a derechistas—.

#### Violencia contra otras confesiones
La represión alcanzó a los miembros de otras confesiones religiosas minoritarias. Uno de los miembros de la Iglesia Española Reformada Episcopal (IERE), el pastor Atilano Coco salmantino y amigo personal de Miguel de Unamuno fue asesinado en su ciudad natal, aparentemente por su condición de protestante y masón. La IERE denunció los obstáculos para su culto y agresiones durante una parte del franquismo. Antonio Gargallo Mejía, testigo de Jehová fue ejecutado tras negarse a incorporarse al ejército siguiendo los preceptos pacifistas de su religión, y ser condenado por la justicia militar del bando sublevado acusado de "deserción"

## Magnitud de la persecución

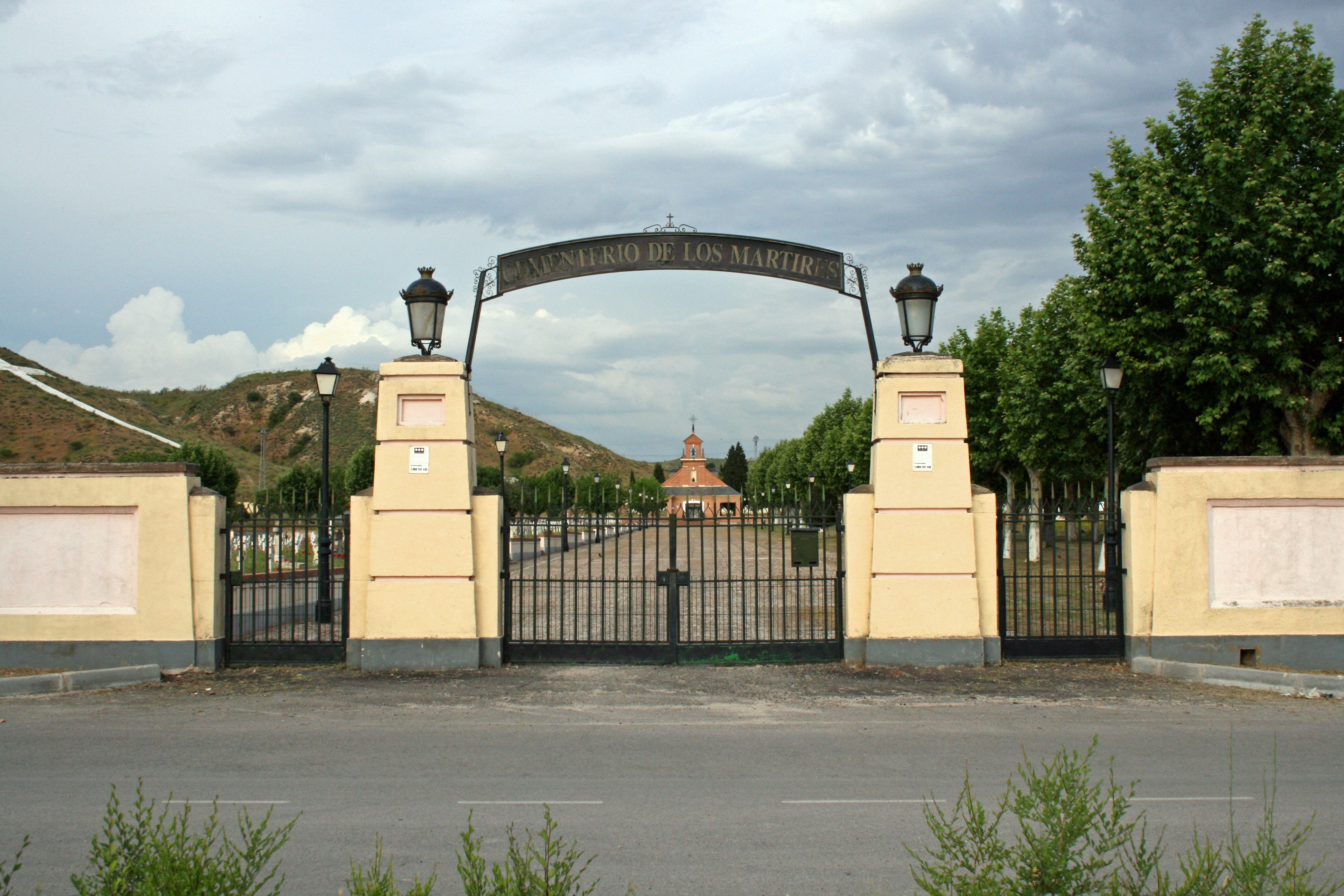
Puerta del cementerio de Paracuellos de Jarama erigido en el lugar donde se enterraron a los asesinados. De los cientos de asesinados, los religiosos constituyeron uno de los grupos más significativos.

Al término de la contienda, según el estudio de Antonio Montero Moreno, historiador y periodista que fue arzobispo de Mérida-Badajoz entre 1994 y 2004, que fue su tesis doctoral por la Universidad de Salamanca, el número de religiosos asesinados en la retaguardia republicana ascendió a 6832, de las cuales 4184 eran sacerdotes, 2365 frailes y 283 monjas. Otras fuentes promovidas por la Iglesia, entre ellas el estudio de Vicente Cárcel Ortí para la preparación del "catálogo de los mártires cristianos del siglo XX", solicitado por el papa Juan Pablo II en el marco del Gran Jubileo del Año 2000 amplían la estimación con 3000 seglares, en su mayoría pertenecientes a la Acción Católica, con lo cual estiman en torno a 10000 el número de víctimas pertenecientes a organizaciones eclesiásticas.

### Obispos asesinados
Los obispos asesinados fueron:
- Florentino Asensio Barroso, obispo de Barbastro (1877-1936). Doctor en Sagrada Teología.
- Manuel Basulto Jiménez, obispo de Jaén (1869-1936). Licenciado en Sagrada Teología y en Derecho civil.
- Manuel Borrás Ferré, obispo auxiliar de Tarragona (1880-1936).
- Narciso de Esténaga Echevarría, obispo de Ciudad Real (1882-1936). Doctor en Sagrada Teología y licenciado en Derecho canónico.
- Salvio Huix Miralpeix, obispo de Lérida (1877-1936).
- Manuel Irurita Almándoz, obispo de Barcelona (1876-¿1936?). Doctor en Filosofía y en Sagrada Teología.
- Cruz Laplana y Laguna, obispo de Cuenca (1875-1936). Doctor en Sagrada Teología.
- Manuel Medina Olmos, obispo de Guadix (1869-1936). Doctor en Filosofía, en Sagrada Teología y en Derecho civil.
- Eustaquio Nieto Martín, obispo de Sigüenza (1866-1936). Doctor en Sagrada Teología y licenciado en Derecho canónico.
- Anselmo Polanco Fontecha, obispo de Teruel (1881-1939).
- Juan de Dios Ponce y Pozo, administrador apostólico de Orihuela (1878-1936). Doctor en Filosofía, en Sagrada Teología y en Derecho canónico.
- Miguel Serra Sucarrats, obispo de Segorbe (1868-1936).  Doctor en Sagrada Teología y licenciado en Derecho civil y en Derecho canónico.
- Diego Ventaja Milán, obispo de Almería (1880-1936). Doctor en Filosofía, en Sagrada Teología y en Derecho canónico.

### Intelectuales asesinados
Muchos de los clérigos asesinados eran respetados intelectuales y académicos, expertos en diversas disciplinas. Algunos de ellos fueron: 
- P. Zacarías García Villada, S.J. Historiador.
- Fr. Luis Urbano Lanaspa, O.P. Teólogo y físico.
- P. Pedro Poveda. Pedagogo y fundador de la Institución Teresiana.
- P. Juan Bautista Ferreres, S.J. Teólogo y canonista.

### Magnitud de la tragedia según los historiadores
La magnitud e intensidad de la tragedia, para la cual hay un consenso general entre los especialistas e historiadores, es destacada por Antonio Montero Moreno, autor del estudio de los años sesenta, en su concentración en el tiempo:

En toda la historia de la universal Iglesia no hay un solo precedente, ni siquiera en las persecuciones romanas, del sacrificio sangriento, en poco más de un semestre, de doce obispos, cuatro mil sacerdotes y más de dos mil religiosos.

Por su parte, el historiador británico e hispanista Hugh Thomas, contextualiza la persecución religiosa a los comportamientos criminales en ambos bandos y destaca su extremismo, comparable según él, a otros periodos sangrientos de la historia europea:

En ninguna época de la historia de Europa, y posiblemente del mundo, se ha manifestado un odio tan apasionado contra la religión y cuanto con ella se encuentra relacionado.
Hugh Thomas, La República Española y la Guerra Civil, pg. 257, ISBN 84-7530-847-X

La forma en que se llevó a cabo la rebelión militar y la forma en que respondió a ella el gobierno en las primeras horas provocaron un desenfreno que no se había visto en Europa desde la Guerra de los Treinta Años. En una zona se fusilaba a maestros de escuela y se quemaban casas del pueblo y en la otra, se fusilaba a sacerdotes y se quemaban iglesias.
Hugh Thomas, tomo 1, pag. 307

El también hispanista e historiador conservador estadounidense Stanley G. Payne enlaza la magnitud del caso con otros periodos revolucionarios:

La persecución de la Iglesia católica fue la mayor jamás vista en Europa occidental, incluso en los momentos más duros de la Revolución francesa.

## Pérdida del patrimonio
Simultáneamente a los casos de violencia contra las personas, resultó afectada una gran parte de las propiedades y bienes eclesiásticos así como del patrimonio cultural asociado a las obras de arte en ornamentación, retablos, imágenes y lienzos, hechos que los autores católicos denominan "el martirio de las cosas".
Durante la contienda, resultaron destruidas 20 000 iglesias, entre ellas varias catedrales, incluyendo su patrimonio artístico y sus archivos tanto como resultado de las acciones revolucionarias como por efectos de bombardeos masivos como el de Guernica y Durango.
En Cataluña, durante una entrevista a finales de agosto de 1936, una periodista de L'Oeuvre preguntó al presidente de la Generalidad, Lluís Companys, sobre la posibilidad de reanudar el culto católico, y éste declaró:

...este problema no se plantea siquiera, porque todas las iglesias han sido destruidas.

En Madrid se destruyeron casi todas las iglesias mientras que en la vecina localidad de Getafe el monumento al Sagrado Corazón situado en la cima del Cerro de los Ángeles fue volado con dinamita el 7 de agosto de 1936.

## Reacción de la Iglesia católica

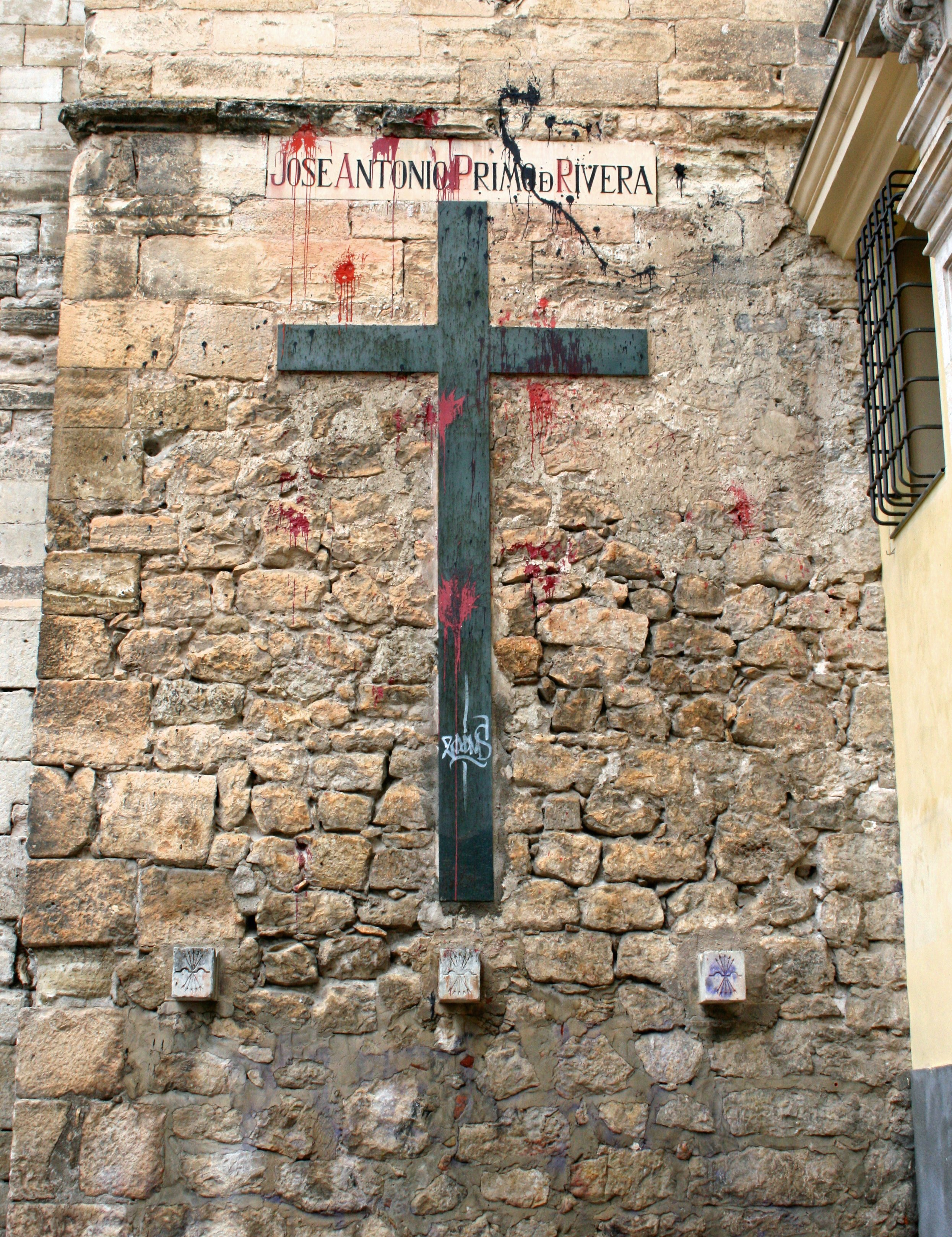
Tras el decreto del 16 de noviembre de 1938, se colocaron en todas las iglesias placas conmemorativas de los «caídos». Aunque no legislado en el decreto, todas las inscripciones acabaron con José Antonio Primo de Rivera en lugar prominente.

A pesar de que en el ideario inicial de los sublevados no se reflejaba la cuestión religiosa, la respuesta de los representantes de la Iglesia católica a la persecución religiosa, con el cardenal primado Isidro Gomá al frente, fue la de apoyar su causa, aunque de manera no pública hasta la publicación de la Carta colectiva de los obispos españoles con motivo de la guerra en España del 1 de julio de 1937 cuando se manifestó de manera abierta a la opinión pública internacional.
Desde los primeros días del conflicto, diversas unidades combatientes del bando sublevado adoptaron la simbología católica en sus distintivos e integraron a numerosos religiosos en labores de asistencia religiosa pero también de adoctrinamiento. Aunque como recordaba en 1993 Gabriele Ranzato no existen prácticamente casos documentados y contrastados de participación directa de religiosos en la violencia, salvo en circunstancias no muy claras, algunos casos adquirieron popularidad como el ejemplo citado en las memorias del general sublevado Queipo de Llano recopiladas por Antonio Bahamonde, sobre los "curas guerreros", que el autor denomina los "anti-mártires", como el llamado el "cura-legionario" de Zafra.
Terminada la guerra, en abril de 1939, se celebró un acto en la iglesia madrileña de Santa Bárbara en el que Franco recibió la "espada de la Victoria" de manos de Gomá, mientras pronunciaba unas palabras en las que describió a sus adversarios como los "enemigos de la Verdad" religiosa.
El apoyo y soporte ideológico de la Iglesia católica al gobierno franquista fue recompensado con una situación privilegiada de aquella. Esta situación se hizo más patente tras la derrota del Eje en la Segunda Guerra Mundial, y ha sido denominada por muchos autores como "nacionalcatolicismo"; entre otras características, se multiplicaron los actos religiosos y ceremonias fúnebres en memoria de las víctimas. Los entierros de "mártires" fueron celebrados por todo el país en actos de gran solemnidad y exaltación.
El régimen franquista promulgó la "Causa General Instruida por el Ministerio Fiscal sobre la dominación roja en España" por decreto del 26 de abril de 1940 con el fin de instruir «los hechos delictivos cometidos en todo el territorio nacional durante la dominación roja». La investigación se llevó a cabo de manera sistemática y detallada en toda España bajo la responsabilidad del fiscal jefe de la Causa General, figura establecida en 1943, y duró prácticamente hasta 1960.
La enorme documentación acumulada fue dividida en once piezas o capítulos, uno de ellos abierto expresamente bajo el epígrafe Persecución religiosa: Sacerdotes y religiosos asesinados y conventos destruidos o profanados. Las diócesis colaboraron con la Causa General mediante la labor del provisor de la diócesis, encargado de suministrar los informes y recolectar los testimonios de los asesinatos y sus circunstancias.
Esta Causa, utilizada por la propaganda del régimen franquista para legitimar la sublevación contra la República y empleada como instrumento de represión, es desde entonces la única versión oficial de los hechos ofrecida a la sociedad sin que tras la Transición, las autoridades democráticas hayan realizado una investigación imparcial que asegure el esclarecimiento de los hechos atribuidos y la responsabilidad de las personas condenadas sobre tales fundamentos.
Sin embargo, en el contexto de la Segunda Guerra Mundial, las discrepancias entre la Santa Sede, que se había manifestado tímidamente en contra del fascismo y del nacionalsocialismo, y el régimen franquista, interrumpieron los procesos tempranos emprendidos de beatificación al pretender este último, desde un interés político, que se realizaran de manera masiva.

## Beatificaciones

### Década de 1980: primeras beatificaciones
Según el Código de Derecho Canónico vigente entonces, estos procesos no podían llevarse a cabo antes de cincuenta años tras el fallecimiento del futuro beato. Fue el papa Juan Pablo II, con el nuevo Código, quien permitió, a partir de ese momento, que el tiempo previo a las beatificaciones se redujera considerablemente.
Durante el papado de Juan Pablo II se inició un periodo de beatificaciones de mártires, que comenzó con el reconocimiento de varias carmelitas de Guadalajara, asesinadas el 24 de julio de 1936, en una ceremonia celebrada en Roma el 29 de marzo de 1987.
Hasta el 2007 se han realizado diez ceremonias de beatificación, que incluyen a 471 mártires, de los que 4 son obispos, 43 sacerdotes seculares, 379 religiosos, y 45 laicos. También ha habido varias ceremonias de canonización, las de los nueve Hermanos de las Escuelas Cristianas de Turón muertos en 1934, otro religioso de la misma orden asesinado en Tarragona en febrero de 1937, y Pedro Poveda Castroverde, fundador de la Institución Teresiana, asesinado en Madrid el 28 de julio de 1936.
La argumentación usada por la Santa Sede para abordar la beatificación únicamente de personas asesinadas en la zona republicana es que la Iglesia no procede a la beatificación de ninguna persona si en su asesinato se mezclan, aparte de lo que consideran motivos exclusivamente religiosos, motivaciones políticas, o existen serias dudas sobre si en la muerte pesaron más otras causas que las estrictamente religiosas. De esta forma, los sacerdotes vasconavarros, asesinados por "separatistas", no podrían ser considerados mártires.

### Nuevas beatificaciones en 2007

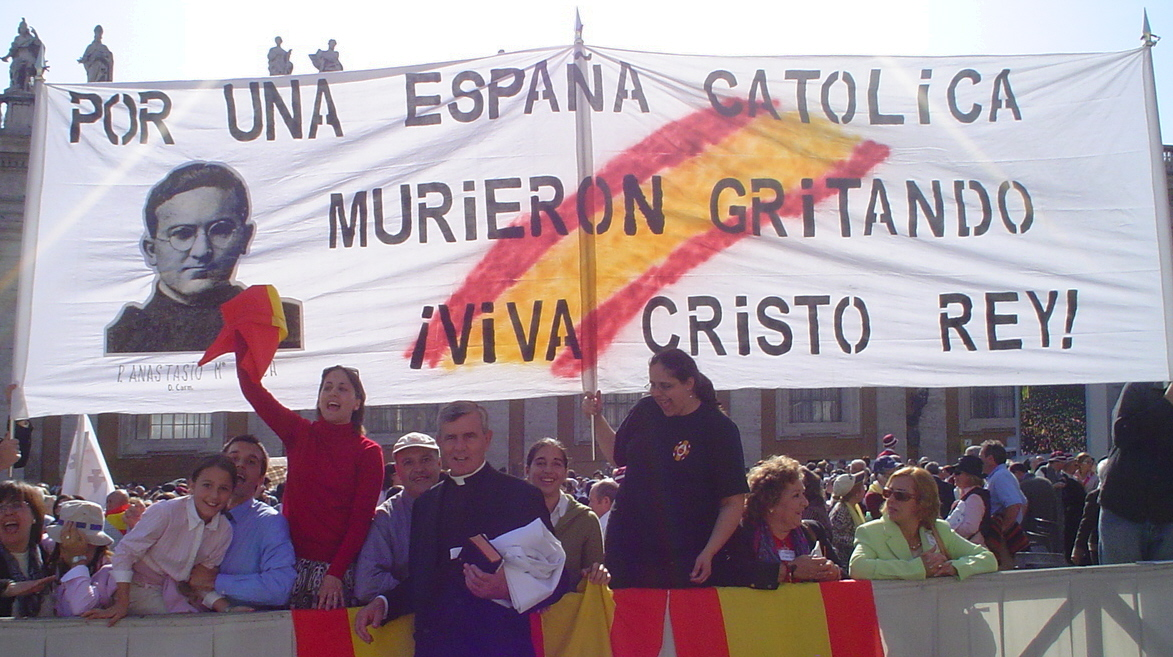
Pancarta durante la beatificacion

El 27 de abril de 2007, la Conferencia Episcopal Española en su octogésima novena asamblea plenaria celebrada en Madrid, emitió un comunicado "Mensaje con motivo de la beatificación de 498 mártires del siglo XX en España" por el que se anunciaba una nueva ceremonia de beatificación, prevista para octubre de 2007, de 498 religiosos asesinados no solo durante la guerra civil española, sino también en los episodios de Asturias en 1934.
Juan Antonio Martínez Camino, secretario portavoz de la Conferencia, presentó a los medios de comunicación el 27 y el 28 de abril de 2007 la declaración sobre este acto declarando que constituye su aportación a la reconciliación nacional pues "los mártires, que murieron perdonando, son el mejor aliento para que todos fomentemos el espíritu de reconciliación" que será aprovechado como "un estímulo para la renovación de la vida cristiana" en España, pues "se trata, ante todo, de glorificar a Dios por la fe que vence al mundo", en un contexto que considera que "...al tiempo que se difunde la mentalidad laicista, la reconciliación parece amenazada en nuestra sociedad"
Varias semanas más tarde, se manifestó el obispo de Tarazona, Demetrio Fernández, reafirmando la tradicional consideración de "mártires" según la Iglesia, reservada a las personas beatificadas y responsabilizando al marxismo y laicismo de su suerte:

Se les pidió renunciar a su fe y ellos se mantuvieron firmes en esa fe y en su amor a Cristo. Con ello se pretendía borrar la fe y toda huella religiosa, en aras de una ideología totalitaria llena de odio contra Dios y contra la religión. Ideas marxistas y laicistas, plasmadas en personas concretas, se proponían borrar a Dios del mapa. Y en medio de tanta destrucción y de tanto odio, prevaleció el amor más grande. La Iglesia, experta en humanidad, con dos mil años de historia, reconoce en ellos a sus mejores hijos.

#### Críticas a las beatificaciones de 2007
Ante el anuncio del proceso de beatificación del otoño de 2007, diferentes sectores de la sociedad han manifestado sus críticas. El catedrático y estudioso de las relaciones entre la Iglesia española y el franquismo, Julián Casanova, afirmó el 16 de junio de 2007 que resulta paradójico que la Iglesia Católica, que durante los cuarenta años de dictadura franquista honró a sus víctimas al tiempo que colaboraba en la represión de la dictadura y ninguneaba a las víctimas del bando perdedor se embarque en la actualidad en la canonización y beatificación de "mártires" siendo así "la única institución que, ya en pleno siglo XXI, mantiene viva la memoria de los vencedores de la Guerra Civil y sigue humillando con ello a los familiares de las decenas de miles de asesinados por los franquistas", mostrándose contraria a la Ley de Memoria Histórica promovida por el gobierno de José Luis Rodríguez Zapatero:

Prefiere su memoria, la de sus mártires, la que sigue reservando el honor para unos y el silencio y la humillación para otros. Como hizo siempre la dictadura de Franco.

En el mismo sentido crítico se pronunció el 6 de mayo de 2007 Manuel Montero, catedrático de Historia Contemporánea, y exrector de la Universidad del País Vasco:

La Iglesia, que sostuvo la idea de Cruzada Nacional para legitimar la sublevación militar, fue beligerante durante la Guerra Civil, aun a costa de relegar a algunos de sus miembros. Sigue siendo beligerante, en su insólita respuesta a la Ley de Memoria Histórica, acudiendo a la beatificación de 498 “mártires” de la Guerra Civil. Entre ellos no se cuentan los sacerdotes ejecutados por el ejército de Franco. Sigue siendo una Iglesia incapaz de superar sus posiciones de parte, de hace 70 años, y dispuesta a que tal pasado nos persiga siempre. En este uso político de reconocimientos religiosos se percibe su indignación por la reparación a las víctimas del franquismo. Los criterios selectivos sobre los religiosos que militaron en sus filas resultan difíciles de comprender. ¿Los sacerdotes que fueron víctimas de los republicanos son “mártires que murieron perdonando” y los que fueron ejecutados por los franquistas los olvida la Iglesia? Esta actitud brutal, que quiere además aprovechar el acto para una gran peregrinación de resonancias públicas, señala quizás la incapacidad de la Iglesia española para superar sus rencores del pasado.

La iniciativa emprendida por el arzobispado de Valencia para construir un templo llamado "Parroquia Santuario de los Beatos Mártires Valencianos", con el que según el arzobispado pretende honrar la memoria de los valencianos muertos en la Guerra Civil "por el odio a la fe" es criticada por sectores sociales como "estrategia para que la iglesia venda su memoria al estilo de otros monumentos erigidos durante el franquismo".

### Enlaces críticos
- «Mártires y amnesias», artículo de Antonio Aramayona en El Periódico de Cataluña
- La memoria de los obispos españoles, artículo en el diario El País.

- Datos: Q113484936
- Multimedia: Religious persecution in Spain / Q113484936